# Fernando Louro de Sousa
Fernando Louro de Sousa (Lisboa, 29 de agosto de 1911 – 23 de outubro de 1989) foi um militar português e Comandante-Chefe da então Guiné Portuguesa entre 19 de março de 1963 e 26 de maio de 1964. Foi durante o seu destacamento que se iniciaram os conflitos que levariam à Guerra de Independência da Guiné-Bissau. Foi autor da directiva que estabeleceu e organizou a Operação Tridente, uma das de maior envergadura em toda a Guerra Colonial. Apesar de relativamente bem-sucedida, a operação não conseguiu neutralizar todas as forças de independência e a deterioração da sua relação com o Governador-Geral levou à destituição de ambos. Em 1969 foi promovido e general e comandou a Região Militar de Évora entre 1971 e 1974, ano em que foi exonerado pela Junta de Salvação Nacional.